# Rodovias de Pernambuco
As rodovias estaduais de Pernambuco compreendem todas as estradas administradas pelo Governo de Pernambuco. Elas podem ser identificadas como: PE-xxx, onde x é o número da rodovia, e as letras "P" e "E", que correspondem à sigla do estado.
Presentes em todas as regiões do Estado (Região Metropolitana do Recife, Zona da Mata, Agreste e Sertão), estas rodovias fazem ligações importantes com as rodovias federais para a circulação de veículos e o escoamento da produção. Na Zona da Mata, o transporte de cana-de-açúcar para usinas, destilarias e engenhos é dependente destas estradas, que acabam sendo danificadas pelo tráfego intenso e o peso dos caminhões e treminhões na época de moagem.

## Ligações Externas
- «Portal Curiosamente: 96% das rodovias estaduais de Pernambuco são regulares, ruins ou péssimas, aponta CNT»
- «Mapa Rodoviário de Pernambuco (DNIT)» (PDF)